# Capi di governo dei Paesi Bassi
I capi di governo dei Paesi Bassi si sono succeduti dal 1848 al 1945 col titolo di presidente del Consiglio dei ministri (Voorzitter van de Ministerraad), quindi con quello di  ministro-presidente (Minister-President).

## Cronotassi

### Presidenti del Consiglio dei ministri (1848-1945)
| Nome                      | Nome                                          | Mandato          | Mandato          | Partito                           | Monarca                  |
| Nome                      | Nome                                          | Inizio           | Fine             | Partito                           | Monarca                  |
| ------------------------- | --------------------------------------------- | ---------------- | ---------------- | --------------------------------- | ------------------------ |
|                           | Gerrit Schimmelpenninck (1794–1863)           | 25 marzo 1848    | 21 novembre 1848 | Liberale                          | Guglielmo II (1840–1849) |
|                           | Jacob De Kempenaer (1793–1870)                | 21 novembre 1848 | 1º novembre 1849 | Liberale                          | Guglielmo II (1840–1849) |
| Guglielmo III (1849–1890) | Jacob De Kempenaer (1793–1870)                | 21 novembre 1848 | 1º novembre 1849 | Liberale                          |                          |
|                           | Johan Rudolf Thorbecke (1798–1872)            | 1º novembre 1849 | 19 aprile 1853   | Liberale                          |                          |
|                           | Floris Adriaan van Hall (1791–1866)           | 19 aprile 1853   | 1º luglio 1856   | Liberale                          |                          |
|                           | Justinus van der Brugghen (1804–1863)         | 1º luglio 1856   | 18 marzo 1858    | Democristiano                     |                          |
|                           | Jan Jacob Rochussen (1797–1871)               | 18 marzo 1858    | 23 febbraio 1860 | Conservatore                      |                          |
|                           | Floris Adriaan van Hall (1791–1866)           | 23 febbraio 1860 | 14 marzo 1861    | Liberale                          |                          |
|                           | Jacob van Zuylen van Nijevelt (1816–1890)     | 14 marzo 1861    | 10 novembre 1861 | Liberale                          |                          |
|                           | Schelto van Heemstra (1807–1864)              | 10 novembre 1861 | 1º febbraio 1862 | Liberale                          |                          |
|                           | Johan Rudolf Thorbecke (1798–1872)            | 1º febbraio 1862 | 10 febbraio 1866 | Liberale                          |                          |
|                           | Isaäc Dignus Fransen van de Putte (1822–1902) | 10 febbraio 1866 | 1º giugno 1866   | Liberale                          |                          |
|                           | Julius van Zuylen van Nijevelt (1819–1894)    | 1º giugno 1866   | 4 giugno 1868    | Conservatore                      |                          |
|                           | Pieter Philip van Bosse (1809–1879)           | 4 giugno 1868    | 4 gennaio 1871   | Liberale                          |                          |
|                           | Johan Rudolf Thorbecke (1798–1872)            | 4 gennaio 1871   | 4 giugno 1872    | Liberale                          |                          |
|                           | Gerrit de Vries (1818–1900)                   | 4 giugno 1872    | 27 agosto 1874   | Liberale                          |                          |
|                           | Jan Heemskerk (1818–1897)                     | 27 agosto 1874   | 3 novembre 1877  | Conservatore                      |                          |
|                           | Johannes Kappeyne van de Coppello (1822–1895) | 3 novembre 1877  | 20 agosto 1879   | Liberale                          |                          |
|                           | Theo van Lynden van Sandenburg (1826–1885)    | 20 agosto 1879   | 23 aprile 1883   | Democristiano                     |                          |
|                           | Jan Heemskerk (1818–1897)                     | 23 aprile 1883   | 20 aprile 1888   | Conservatore                      |                          |
|                           | Æneas Mackay (1838–1909)                      | 20 aprile 1888   | 21 agosto 1891   | Democristiano                     |                          |
| Guglielmina (1890–1948)   | Æneas Mackay (1838–1909)                      | 20 aprile 1888   | 21 agosto 1891   | Democristiano                     |                          |
|                           | Gijsbert van Tienhoven (1841–1914)            | 21 agosto 1891   | 9 maggio 1894    | Liberale                          |                          |
|                           | Joan Röell (1844–1914)                        | 9 maggio 1894    | 27 luglio 1897   | Liberale                          |                          |
|                           | Nicolaas Pierson (1839–1909)                  | 27 luglio 1897   | 1º agosto 1901   | Unione Liberale                   |                          |
|                           | Abraham Kuyper (1837–1920)                    | 1º agosto 1901   | 17 agosto 1905   | Partito Anti-Rivoluzionario       |                          |
|                           | Theo de Meester (1851–1919)                   | 17 agosto 1905   | 12 febbraio 1908 | Unione Liberale                   |                          |
|                           | Theo Heemskerk (1852–1932)                    | 12 febbraio 1908 | 29 agosto 1913   | Partito Anti-Rivoluzionario       |                          |
|                           | Pieter Cort van der Linden (1846–1935)        | 29 agosto 1913   | 9 settembre 1918 | Liberale                          |                          |
|                           | Charles Ruys de Beerenbrouck (1873–1936)      | 9 settembre 1918 | 5 agosto 1925    | Partito Romano-Cattolico di Stato |                          |
|                           | Hendrikus Colijn (1869–1944)                  | 5 agosto 1925    | 8 marzo 1926     | Partito Anti-Rivoluzionario       |                          |
|                           | Dirk Jan de Geer (1870–1960)                  | 8 marzo 1926     | 10 agosto 1929   | Unione Cristiana-Storica          |                          |
|                           | Charles Ruys de Beerenbrouck (1873–1936)      | 10 agosto 1929   | 26 maggio 1933   | Partito Romano-Cattolico di Stato |                          |
|                           | Hendrikus Colijn (1869–1944)                  | 26 maggio 1933   | 10 agosto 1939   | Partito Anti-Rivoluzionario       |                          |
|                           | Dirk Jan de Geer (1870–1960)                  | 10 agosto 1939   | 3 settembre 1940 | Unione Cristiana-Storica          |                          |
|                           | Pieter Sjoerds Gerbrandy (1885–1961)          | 3 settembre 1940 | 24 giugno 1945   | Partito Anti-Rivoluzionario       |                          |

### Ministri-Presidenti (dal 1945)
| Nome                 | Nome             | Nome                            | Mandato          | Mandato                         | Partito                                                  | Elezioni                   | Monarca                 |
| Nome                 | Nome             | Nome                            | Inizio           | Fine                            | Partito                                                  | Elezioni                   | Monarca                 |
| -------------------- | ---------------- | ------------------------------- | ---------------- | ------------------------------- | -------------------------------------------------------- | -------------------------- | ----------------------- |
|                      |                  | Willem Schermerhorn (1894–1977) | 24 giugno 1945   | 3 luglio 1946                   | Lega Libero-Democratica Partito del Lavoro               | –                          | Guglielmina (1890–1948) |
|                      |                  | Louis Beel (1902–1977)          | 3 luglio 1946    | 7 agosto 1948                   | Partito Popolare Cattolico                               | 1946                       | Guglielmina (1890–1948) |
|                      |                  | Willem Drees (1886–1988)        | 7 agosto 1948    | 15 marzo 1951                   | Partito del Lavoro                                       | 1948                       | Guglielmina (1890–1948) |
| Giuliana (1948–1980) |                  | Willem Drees (1886–1988)        | 7 agosto 1948    | 15 marzo 1951                   | Partito del Lavoro                                       | 1948                       |                         |
| 15 marzo 1951        | 2 settembre 1952 | Willem Drees (1886–1988)        |                  |                                 | Partito del Lavoro                                       | 1948                       |                         |
| 2 settembre 1952     | 13 ottobre 1956  | Willem Drees (1886–1988)        | 1952             |                                 | Partito del Lavoro                                       |                            |                         |
| 13 ottobre 1956      | 22 dicembre 1958 | Willem Drees (1886–1988)        | 1956             |                                 | Partito del Lavoro                                       |                            |                         |
|                      |                  | Louis Beel (1902–1977)          | 1956             | 22 dicembre 1958                | 19 maggio 1959                                           | Partito Popolare Cattolico |                         |
|                      |                  | Jan de Quay (1901–1985)         | 19 maggio 1959   | 24 luglio 1963                  | Partito Popolare Cattolico                               | 1959                       |                         |
|                      |                  | Victor Marijnen (1917–1975)     | 24 luglio 1963   | 14 aprile 1965                  | Partito Popolare Cattolico                               | 1963                       |                         |
|                      |                  | Jo Cals (1914–1971)             | 14 aprile 1965   | 22 novembre 1966                | Partito Popolare Cattolico                               | 1963                       |                         |
|                      |                  | Jelle Zijlstra (1918–2001)      | 22 novembre 1966 | 5 aprile 1967                   | Partito Anti-Rivoluzionario                              | 1963                       |                         |
|                      |                  | Piet de Jong (1915–2016)        | 5 aprile 1967    | 6 luglio 1971                   | Partito Popolare Cattolico                               | 1967                       |                         |
|                      |                  | Barend Biesheuvel (1920–2001)   | 6 luglio 1971    | 9 agosto 1972                   | Partito Anti-Rivoluzionario                              | 1971                       |                         |
| 9 agosto 1972        | 11 maggio 1973   | Barend Biesheuvel (1920–2001)   |                  |                                 | Partito Anti-Rivoluzionario                              | 1971                       |                         |
|                      |                  | Joop den Uyl (1919–1987)        | 11 maggio 1973   | 19 dicembre 1977                | Partito del Lavoro                                       | 1972                       |                         |
|                      |                  | Dries van Agt (1931–2024)       | 19 dicembre 1977 | 11 settembre 1981               | Partito Popolare Cattolico Appello Cristiano Democratico | 1977                       |                         |
| Beatrice (1980–2013) |                  | Dries van Agt (1931–2024)       | 19 dicembre 1977 | 11 settembre 1981               | Partito Popolare Cattolico Appello Cristiano Democratico | 1977                       |                         |
| 11 settembre 1981    | 29 maggio 1982   | Dries van Agt (1931–2024)       | 1981             |                                 | Partito Popolare Cattolico Appello Cristiano Democratico |                            |                         |
| 29 maggio 1982       | 4 novembre 1982  | Dries van Agt (1931–2024)       | 1981             |                                 | Partito Popolare Cattolico Appello Cristiano Democratico |                            |                         |
|                      |                  | Ruud Lubbers (1939–2018)        | 4 novembre 1982  | 14 luglio 1986                  | Appello Cristiano Democratico                            | 1982                       |                         |
| 14 luglio 1986       | 7 novembre 1989  | Ruud Lubbers (1939–2018)        | 1986             |                                 | Appello Cristiano Democratico                            |                            |                         |
| 7 novembre 1989      | 22 agosto 1994   | Ruud Lubbers (1939–2018)        | 1989             |                                 | Appello Cristiano Democratico                            |                            |                         |
|                      |                  | Wim Kok (1938–2018)             | 22 agosto 1994   | 3 agosto 1998                   | Partito del Lavoro                                       | 1994                       |                         |
| 3 agosto 1998        | 22 luglio 2002   | Wim Kok (1938–2018)             | 1998             |                                 | Partito del Lavoro                                       |                            |                         |
|                      |                  | Jan Peter Balkenende (1956)     | 22 luglio 2002   | 27 maggio 2003                  | Appello Cristiano Democratico                            | 2002                       |                         |
| 27 maggio 2003       | 7 luglio 2006    | Jan Peter Balkenende (1956)     | 2003             |                                 | Appello Cristiano Democratico                            |                            |                         |
| 7 luglio 2006        | 22 febbraio 2007 | Jan Peter Balkenende (1956)     | 2003             |                                 | Appello Cristiano Democratico                            |                            |                         |
| 22 febbraio 2007     | 14 ottobre 2010  | Jan Peter Balkenende (1956)     | 2006             |                                 | Appello Cristiano Democratico                            |                            |                         |
|                      |                  | Mark Rutte (1967)               | 14 ottobre 2010  | 5 novembre 2012                 | Partito Popolare per la Libertà e la Democrazia          | 2010                       |                         |
| 5 novembre 2012      | 26 ottobre 2017  | Mark Rutte (1967)               | 2012             |                                 | Partito Popolare per la Libertà e la Democrazia          |                            |                         |
| 5 novembre 2012      | 26 ottobre 2017  | Mark Rutte (1967)               | 2012             | Guglielmo Alessandro (dal 2013) | Partito Popolare per la Libertà e la Democrazia          |                            |                         |
| 26 ottobre 2017      | 10 gennaio 2022  | Mark Rutte (1967)               | 2017             |                                 | Partito Popolare per la Libertà e la Democrazia          |                            |                         |
| 10 gennaio 2022      | 2 luglio 2024    | Mark Rutte (1967)               | 2021             |                                 | Partito Popolare per la Libertà e la Democrazia          |                            |                         |
|                      |                  | Dick Schoof (1957)              | 2 luglio 2024    | in carica                       | Indipendente                                             | 2023                       |                         |

## Ex primi ministri viventi
| Primo ministro       | Anni di governo | Data di nascita  | Partito |
| -------------------- | --------------- | ---------------- | ------- |
| Jan Peter Balkenende | 2002–2010       | 7 maggio 1956    | CDA     |
| Mark Rutte           | 2010–2024       | 14 febbraio 1967 | VVD     |